# 奇太映
奇太映（韓語：기태영，1978年12月9日—），本名金容佑（韓語：김용우），韓國男演員。

## 基本資料
平時喜歡整理家務和運動，擅長游泳，滑板，滑雪等，愛好看電影，舞台劇，自稱做菜也做得不錯，他的性格十分的內向害羞。
1997年出道，因為個性非常內向，以為演員只要演好戲就好，所以初期是出名的不接受採訪的，退伍之後曾猶豫要不要繼續當演員，2007年透過《白色巨塔》這部作品，又重新開始了演藝生涯，2009年出演《創造情緣》，是他首次當上男主角，奇太映自己說，《創造情緣》對他而言是一部影響自己一生的作品，因為這部戲的演出，讓他得到許多粉絲的喜愛，也因此戲認識了他一生的伴侶。

## 家庭婚姻
- 原本與父母同住，是家中的老么，上面有一個哥哥和兩個姐姐。
- 與柳真是在2009年秋天拍攝《創造情緣》時初次認識，在戲快殺青時開始交往，因為兩人職業的關係，一開始就選擇不公開戀情，他們在秘戀交往近一年半後，兩人在2011年5月10日同時在自己的粉絲網站發表了結婚宣言，並於5月23日舉行了結婚發表記者會，後於同年7月23日在他們一同聚會的教會舉行婚禮，婚後住進了首爾鹰峰洞的新家。2014年10月中旬，柳真宣布懷孕13周。
- 2015年，柳真於關島順利產下兩人愛女，母女均安，之後於KBS《演藝家中介》中，首次公開愛女的照片。[1][2][3]
- 2018年4月17日柳真宣布懷第二胎喜訊，數個月後產下第二胎健康的女兒。

## 演出作品

### 電視劇
| 年份   | 電視台 | 劇名                               | 角色                     |
| ------ | ------ | ---------------------------------- | ------------------------ |
| 1997年 | KBS    | 《大人們不明白怎麼做》             |                          |
| 1998年 | MBC    | 《三男三女》                       | 朱允文（客串出演）       |
| 1998年 | KBS    | 《地球勇士》                       | 趙飛煥（老鷹）           |
| 1999年 | KBS    | 《學校2》                          | 劉信和                   |
| 2000年 | SBS    | 《KAIST》                          | 奇太勳                   |
| 2001年 | SBS    | 《仍然愛著你》                     | 惠美的男友               |
| 2005年 | KBS    | 《HDTV 文學館－路燈》              | 徐榮宇                   |
| 2006年 | MBC    | 《Best 劇場－通貞》                | 李智謙                   |
| 2007年 | MBC    | 《白色巨塔》                       | 廉東日                   |
| 2008年 | KBS    | 《媽媽發怒了》                     | 金正賢                   |
| 2008年 | SBS    | 《明星的戀人》                     | 孫河瑩                   |
| 2008年 | SBS    | 《情定泰勒瓦》                     | Joy朴                    |
| 2009年 | MBC    | 《創造情缘》                       | 金如俊                   |
| 2010年 | SBS    | 《濟眾院》                         | 英仁的未婚夫（客串）     |
| 2010年 | MBC    | 《週日劇場－教你談戀愛》           | 權泰俊                   |
| 2011年 | MBC    | 《Royal Family》                   | 姜忠基                   |
| 2011年 | SBS    | 《要帥氣的生活》                   | 崔信螢                   |
| 2012年 | SBS    | 《致美麗的你》                     | 張珉宇                   |
| 2013年 | SBS    | 《案件編號113》                    | 張俊錫                   |
| 2013年 | MBC    | 《醜聞：極具衝擊性與不道德的事件》 | 張恩仲／金滿福／丘再人   |
| 2013年 | KBS    | 《Drama Special－請值夜班》        | 姜希燦                   |
| 2014年 | MBC    | 《說出你的願望》                   | 姜振希                   |
| 2015年 | KBS    | 《奇怪的兒媳》                     | 江俊秀                   |
| 2016年 | JTBC   | 《老婆這週要出牆》                 | 烤扇貝店客人（特別出演） |
| 2019年 | KBS    | 《我世上最漂亮的女兒》             | 金宇鎮                   |
| 2022年 | SBS    | 《Trolley：命運交叉點》            | 崔基永                   |

### 電影
| 年份   | 片名               | 角色   |
| ------ | ------------------ | ------ |
| 1997年 | 《最後防線》       | 奇虔   |
| 2011年 | 《我們身邊的犯罪》 | 金刑事 |
| 2011年 | 《今天》           | 尚宇   |
| 2012年 | 《之間》           | 他     |
| 2016年 | 《漢江藍調》       | 明俊   |

### MV
- 2004年：Wax（朝鲜语：왁스 (가수)）《我愛你的理由》
- 2008年：The One《至死》

### 綜藝節目
- 2016年1月24日－2018年1月21日：KBS《超人回來了》（固定出演）（與女兒共同出演）

## 音樂作品

### 單曲
- 2012年：《幸福的人(행복한 사람)》
- 2012年：《Cherishː》
- 2012年：《哦，我的仙女(오 나의 요정)》

## 獎項
- 2016年：KBS演藝大賞－藝能部門優秀賞《超人回來了》

## 外部連結
- 奇太映韓國cafe（页面存档备份，存于）
- 經紀公司官方部落格（页面存档备份，存于）
- 奇太映的X（前Twitter）
- 奇太映的Facebook專頁
- 奇太映的Instagram帳戶